# Championnat de Pologne de football 1935
Navigation
Édition précédente Édition suivante
La saison 1935 du championnat de Pologne est la quatorzième saison de l'histoire de la compétition. Cette édition a été remportée par le Ruch Chorzów pour la troisième fois consécutive, devant le Pogoń Lvov.

## Les clubs participants
| Club                  | Ville          |
| --------------------- | -------------- |
| Garbarnia Cracovie    | Cracovie       |
| KS Cracovia           | Cracovie       |
| Legia Varsovie        | Varsovie       |
| LKS Łódź              | Lódź           |
| Pogoń Lvov            | Lvov           |
| Polonia Varsovie      | Varsovie       |
| Ruch Chorzów          | Chorzów        |
| Sląsk Świętochłowice  | Swiętochłowice |
| Warszawianka Varsovie | Varsovie       |
| Warta Poznań          | Poznań         |
| Wisła Cracovie        | Cracovie       |

## Compétition

### Classement
| Rang | Équipe                   | Pts | J  | G  | N | P  | Bp | Bc | Diff |
| ---- | ------------------------ | --- | -- | -- | - | -- | -- | -- | ---- |
| 1    | Ruch Chorzów             | 26  | 20 | 10 | 6 | 4  | 37 | 26 | +11  |
| 2    | Pogoń Lvov               | 25  | 20 | 11 | 3 | 6  | 55 | 31 | +24  |
| 3    | Warta Poznań             | 24  | 20 | 10 | 4 | 6  | 50 | 33 | +17  |
| 4    | Wisła Cracovie           | 23  | 20 | 10 | 3 | 7  | 51 | 33 | +18  |
| 5    | Śląsk Świętochłowice (P) | 22  | 20 | 10 | 2 | 8  | 34 | 40 | -6   |
| 6    | ŁKS Łódź                 | 20  | 20 | 9  | 2 | 9  | 30 | 34 | -4   |
| 7    | Garbarnia Cracovie       | 19  | 20 | 7  | 5 | 8  | 37 | 31 | +6   |
| 8    | Warszawianka Varsovie    | 18  | 20 | 6  | 6 | 8  | 29 | 37 | -8   |
| 9    | Legia Varsovie           | 18  | 20 | 8  | 2 | 10 | 32 | 46 | -14  |
| 10   | KS Cracovia              | 17  | 20 | 6  | 5 | 9  | 34 | 34 | 0    |
| 11   | Polonia Varsovie         | 8   | 20 | 3  | 2 | 15 | 15 | 57 | -42  |

| Légende | Légende               |
| ------- | --------------------- |
|         | Champion de Pologne   |
|         | Relégation en Klasa A |
|         | (P) : Promu           |

## Meilleurs buteurs
| # | Joueur               | Équipe         | Buts |
| - | -------------------- | -------------- | ---- |
| 1 | Michał Matyas        | Pogoń Lvov     | 22   |
| 2 | Kajetan Kryszkiewicz | Warta Poznań   | 16   |
|   | Artur Woźniak        | Wisła Cracovie | 16   |